# Maison capétienne de Dreux
Pour les articles homonymes, voir Maison de Dreux.
La  maison capétienne de Dreux est une branche de la maison capétienne, issue de Robert Ier, comte de Dreux, fils du roi de France Louis VI. Son fils Robert II de Dreux (1154-1218) lui succède et engendre Robert III de Dreux (1185-1234), qui continue la branche principale, et Pierre Mauclerc (1191-1250), qui fonde le rameau des Ducs de Bretagne. Le fils ainé de Robert III, Jean Ier de Dreux (1215-1249), continue la branche principale tandis que son second fils, Robert Ier de Beu (1217-1264), fonde le rameau des seigneurs de Beu, qui donnera naissance ultérieurement au rameau des seigneurs de Bossart.

Titulaire du comté de Dreux (Eure-et-Loir), elle a formé plusieurs branches, implantées en Picardie (Aisne), Orléanais (Eure-et-Loir), Normandie, et Bretagne. Une branche cadette a accédé par mariage au début du XIIIe siècle au trône du duché de Bretagne, qu'elle a conservé jusqu'à son extinction en 1514 avec le décès d'Anne de Bretagne, dernière duchesse de Bretagne.
La maison capétienne de Dreux s'est éteinte dans sa dernière branche légitime en 1590. La famille d'Avaugour, branche illégitime des ducs de Bretagne, s'est éteinte en 1746.
La maison de Dreux se sert dans ses armes de l'échiqueté de Vermandois, semble-t-il le premier emblème utilisé à la naissance des armoiries, qui est porté par sept familles au XIIIe siècle et qui affiche la fierté d'appartenir à un lignage qui, par l'intermédiaire d'Adélaïde de Vermandois épouse de Hugues Ier de Vermandois, est d'ascendance carolingienne,.

## Branches
- seigneurs de Braine (Aisne)[1]
- seigneurs de Beu (Bû, Eure-et-Loir)
- seigneurs de Bossart (Eure-et-Loir, Orléanais ; cf. Châteauneuf)
- seigneurs de Morainville (Normandie, Calvados)
- ducs de Bretagne, comtes de Penthièvre et de Montfort
- seigneurs d'Avaugour (Bretagne, Côtes d'Armor)
- seigneurs de Machecoul (Bretagne, Loire-Atlantique)

## Généalogie

### Branche de Braine
```
Louis VI de France
 (1081-1137), 
roi de France

x 2) 
Adélaïde de Savoie
 (vers 1092-1154)
(
Généalogie des Capétiens directs
)
│
├2> 
Louis VII de France
 (1120-1180), 
roi de France

│  │
│  └─> 
capétiens directs

│
├2> 
Robert 
I
er
 de Dreux
 (1123-1188), 
comte de Dreux
[
1
]

│  x 1) 
Agnès de Garlande
 (1122 - vers 1143)
│  x 2) 
Hedwige d'Évreux
 (1118-1152)
│  x 3) 
Agnès de Baudement
 (vers 1130-1204), 
comtesse de Braine
 et 
dame de Baudement

│  │
│  ├1> Simon de Dreux (1141 - avant 1182), seigneur de La Noue
│  │
│  ├2> 
Alix de Dreux
 (1145 - après 1210)
│  │  x 1) Valéran III de Breteuil (après 1116-1162), 
comte de Breteuil

│  │  x 2) 
Guy II de Châtillon
 (1140-1219), 
seigneur de Châtillon(-sur-Seine)

│  │  x 3) Jean 
I
er
 de 
Thorotte
 (????-1176)
│  │  x 4) Raoul III de 
Nesle
 (vers 1145-1237), seigneur de Nesle(-Falvy), 
comte de Soissons

│  │
│  ├3> 
Robert II de Dreux
 (1154-1218), 
comte de Dreux
 et 
de Braine

│  │  x 1) 
Mathilde de Bourgogne
 (1145-1192)
│  │  x 2) 
Yolande de Coucy
 (vers 1164-1222)
│  │  │
│  │  ├2> 
Robert III de Dreux 
Gasteblé
 (1185-1234), comte de Dreux
│  │  │  x Aénor de 
Saint-Valery
 (vers 1192-1251), dame de Saint-Valery(-sur-Somme)
│  │  │  │
│  │  │  ├─> 
Yolande de Dreux
 (1212-1248)
│  │  │  │  x 
Hugues IV de Bourgogne
 (1212-1272), duc de Bourgogne
│  │  │  │
│  │  │  ├─> 
Jean 
I
er
 de Dreux
 (1215-1249), comte de Dreux
│  │  │  │  X 
Marie de Bourbon-Dampierre
 (1220-1274)
│  │  │  │  │
│  │  │  │  ├─> 
Robert IV de Dreux
 (1241-1282), comte de Dreux
│  │  │  │  │  X 
Béatrice de Montfort
 (vers 1245-1311), comtesse de 
Montfort(-l'Amaury)

│  │  │  │  │  │
│  │  │  │  │  ├─> Marie de Dreux (1261-1276)
│  │  │  │  │  │  x 
Mathieu IV de Montmorency
 (????-1304)
│  │  │  │  │  │
│  │  │  │  │  ├─> 
Yolande
 (1263-1322), 
comtesse de Montfort(-l'Amaury)

│  │  │  │  │  │  x 1) 
Alexandre III d'Écosse
 (1241-1286)
│  │  │  │  │  │  x 2) 
Arthur II de Bretagne
 (1261-1312), duc de Bretagne, comte de Richemont
│  │  │  │  │  │
│  │  │  │  │  ├─> 
Jean II de Dreux
 (1265-1309), comte de Dreux
│  │  │  │  │  │  x 1) 
Jeanne de Beaujeu
-
Montpensier
 (????-1308)
│  │  │  │  │  │  x 2) Perrenelle 
de Sully
 (1284-????) (sœur d'
Henri IV de Sully
)
│  │  │  │  │  │  │
│  │  │  │  │  │  ├1> 
Robert V de Dreux
 (1293-1329), comte de Dreux
│  │  │  │  │  │  │   x 
Marie d'Enghien

│  │  │  │  │  │  │
│  │  │  │  │  │  ├1> 
Jean III de Dreux
 (1295-1331), comte de Dreux
│  │  │  │  │  │  │   x Ide de 
Rosny(-sur-Seine)
 (????-1375)
│  │  │  │  │  │  │
│  │  │  │  │  │  ├1> 
Pierre 
I
er
 de Dreux
 (1298-1345), comte de Dreux
│  │  │  │  │  │  │   x 
Isabeau
 
de Melun
 (1323-1389)
│  │  │  │  │  │  │  │
│  │  │  │  │  │  │  └─> 
Jeanne 
I
re
 de Dreux
 (1345-1346), comtesse de Dreux
│  │  │  │  │  │  │
│  │  │  │  │  │  ├1> Simon de Dreux, prêtre
│  │  │  │  │  │  │
│  │  │  │  │  │  ├1> Béatrice de Dreux
│  │  │  │  │  │  │
│  │  │  │  │  │  └2> 
Jeanne II de Dreux
 (1309-1355), comtesse de Dreux
│  │  │  │  │  │      x 
Louis 
I
er
 de Thouars
 (????-1370), 
vicomte de Thouars
, comte de Dreux, d'où la suite des 
comtes de Dreux

│  │  │  │  │  │
│  │  │  │  │  ├─> Jeanne de Dreux (vers 1265-1324), comtesse de Braine
│  │  │  │  │  │  x 1) 
Jean IV de Pierrepont
 (vers 1260-1304), 
comte de Roucy

│  │  │  │  │  │  x 2) 
Jean de Bar
, seigneur de 
la Puisaye

│  │  │  │  │  │
│  │  │  │  │  ├─> Béatrice de Dreux (1270-1328), abbesse
│  │  │  │  │  │
│  │  │  │  │  └─> Robert de Dreux, seigneur de 
Château-du-Loir

│  │  │  │  │
│  │  │  │  ├─> Yolande de Dreux (1243-1313)
│  │  │  │  │  x 1) Amaury II 
de Craon
 (1244-1269), petit-fils d'
Amaury 
I
er
 de Craon

│  │  │  │  │  x 2) 
Jean II de Trie
 (????-1302), 
comte de Dammartin

│  │  │  │  │
│  │  │  │  └─> Jean (1245 - après 1275), templier
│  │  │  │
```

### Branche de Beu
```
│  │  │  ├─> 
Robert 
I
er
 de Beu
 (1217-1264), 
seigneur de
 
Beu
, 
vicomte de
 
Châteaudun
[
1
]

│  │  │  │  x 1) 
Clémence de Châteaudun
, vicomtesse de Châteaudun
│  │  │  │  x 2) Isabelle de 
Villebéon
 (1240 - vers 1282), dame de La Chapelle-Gautier
│  │  │  │  │
│  │  │  │  ├1> Alix de Beu (1255 - après 1296), vicomtesse de Châteaudun
│  │  │  │  │  x 
Raoul II de Clermont(-en-Beauvaisis)
 (vers 1245-1302), seigneur de 
Nesle

│  │  │  │  │
│  │  │  │  ├2> Clémence de Beu (1257 - après 1300)
│  │  │  │  │  x 1) Gautier 
de Nemours

│  │  │  │  │  x 2) Jean 
des Barres
 
de Chaumont
, demi-frère cadet de Jean II des Barres, père d'Isabelle des Barres ci-après
│  │  │  │  │
│  │  │  │  ├2> Isabelle de Beu (1264-1300)
│  │  │  │  │  x 
Gaucher V de Châtillon
 (vers 1249-1329), 
comte de Porcien

│  │  │  │  │
│  │  │  │  └2> 
Robert II de Beu
 (1265-1306), seigneur de Beu, comte de 
Squillache

│  │  │  │     x 1) Yolande de Vendôme (vers 1270 - vers 1304), fille de 
Jean V de Vendôme

│  │  │  │     x 2) Marguerite de 
Beaumont

│  │  │  │     │
│  │  │  │     ├1> 
Robert III de Beu
 (1288-1351), seigneur de Beu
│  │  │  │     │  x 1) Béatrice de 
Courlandon
 (vers 1290-1328)
│  │  │  │     │  x 2) Isabeau de 
Sacquenville

│  │  │  │     │  x 3) Agnès de 
Thianges

│  │  │  │     │  │
│  │  │  │     │  ├1> Isabelle de Beu (1316 - après 1341)
│  │  │  │     │  │  x Pierre Trousseau
│  │  │  │     │  │
│  │  │  │     │  ├1> 
Robert IV de Beu
 (1317-1366) seigneur de Beu
│  │  │  │     │  │  x Isabelle 
des Barres
 
de Chaumont
, nièce de Jean, le 
2
e
 mari de Clémence de Dreux ci-dessus
│  │  │  │     │  │  │
│  │  │  │     │  │  ├─> 
Robert V de Beu
 (1339-1359/66), seigneur de 
Bagneux(-la-Fosse)

│  │  │  │     │  │  │
│  │  │  │     │  │  └─> 
Jean de Beu
 (1340-1366), seigneur de Beu
│  │  │  │     │  │     x Jeanne de 
Plancy(-l'Abbaye)

│  │  │  │     │  │
│  │  │  │     │  ├1> Béatrice de Beu (1319-1356)
│  │  │  │     │  │  x 
Thibaut IV de Mathefelon
 (1315 - après 1364)
│  │  │  │     │  │
│  │  │  │     │  ├1> Marguerite de Beu (1320-1349), abbesse
│  │  │  │     │  │
│  │  │  │     │  ├2> Jeanne de Beu (1326-1358)
│  │  │  │     │  │  x 1) Jean III 
de Brie-Serrant
 (????-1356)
│  │  │  │     │  │  x 2) Drouin 
de Traînel

│  │  │  │     │  │
│  │  │  │     │  ├3> 
Robert VI de Beu
 (1348-1398), seigneur de Beu
│  │  │  │     │  │  x Yolande 
de Trie

│  │  │  │     │  │
│  │  │  │     │  └3> Marguerite de Beu (1350-1400)
│  │  │  │     │     x Roger d'
Hellenvilliers

│  │  │  │     │
```

### Branche de Bossart et de Morainville
```
│  │  │  │     ├1> Jean 
I
er
 de Bossart (1290-1347), seigneur de 
Bossart
[
1
]

│  │  │  │     │  x Marguerite 
de Châteauneuf(-en-Thymerais)
, arrière-arrière-petite-fille d'Hugues IV et 
Eléonore de Dreux

│  │  │  │     │  │
│  │  │  │     │  ├─> Philippa de Bossart (1317 - après 1370)
│  │  │  │     │  │  x Jean de Ponteau(-sur-Mer)
│  │  │  │     │  │
│  │  │  │     │  ├─> Aliénor de Bossart (1318-1340)
│  │  │  │     │  │  x Nicolas Behucher
│  │  │  │     │  │
│  │  │  │     │  ├─> Marie de Bossart (1319 - après 1350)
│  │  │  │     │  │  x Amaury 
de Vendôme
 (????-1368), seigneur de 
La Châtre(-sur-le-Loir)
, de 
Lassay(-les-Châteaux)
, de 
Gorron
 et de 
La Ferté

│  │  │  │     │  │
│  │  │  │     │  └─> Gauvain 
I
er
 de Bossart (1330-1394), seigneur de Bossart et vicomte de 
Dreux

│  │  │  │     │     x Philippa de Maussigny, dame d'
Houlbec-la-Salle

│  │  │  │     │     │
│  │  │  │     │     ├─> Simon de Bossart (????-1420), seigneur de Bossart
│  │  │  │     │     │  x Jeanne de Vendôme, sa cousine, fille de Robert 
de Vendôme
, 
vidame de Chartres
 et seigneur de 
La Ferté

│  │  │  │     │     │
│  │  │  │     │     ├─> Marie de Bossart (1362-1413)
│  │  │  │     │     │  x Guillaume Morin
│  │  │  │     │     │
│  │  │  │     │     ├─> Alix de Bossart (1364-????)
│  │  │  │     │     │  x Macé de 
Gémages
, d'où la succession des vicomtes de Dreux
│  │  │  │     │     │
│  │  │  │     │     ├─> Jean de Bossart (1366-1415), seigneur d'
Houlbec

│  │  │  │     │     │  x Jeanne du Plessis
│  │  │  │     │     │
│  │  │  │     │     ├─> Jeanne de Bossart (1370 - après 1424)
│  │  │  │     │     │  x Guillaume II Le Roy
│  │  │  │     │     │
│  │  │  │     │     ├─> Gauvain II de Bossart (1372-1415), 
baron d'Esneval

│  │  │  │     │     │  x Jeanne d'Esneval
│  │  │  │     │     │  │
│  │  │  │     │     │  └─> Robert de Bossart (1406-1498), baron d'Esneval
│  │  │  │     │     │     x Guillemette de Morainville
│  │  │  │     │     │     │
│  │  │  │     │     │     ├─> Jean II de Bossart (1437-1498), baron d'Esneval
│  │  │  │     │     │     │  x Gillette Picard
│  │  │  │     │     │     │  │
│  │  │  │     │     │     │  └─> Catherine de Bossart, dame d'Esneval et de Bossart
│  │  │  │     │     │     │     x 
Louis de Brézé
, comte de 
Maulévrier

│  │  │  │     │     │     │
│  │  │  │     │     │     ├─> Gauvain III de Bossart (1438-1508), baron du Fresne
│  │  │  │     │     │     │  x Marguerite de Fourneaux
│  │  │  │     │     │     │  │
│  │  │  │     │     │     │  ├─> Louise de Bossart (1468-????)
│  │  │  │     │     │     │  │  x Jean II d'Ache
│  │  │  │     │     │     │  │
│  │  │  │     │     │     │  └─> Jacques de Bossart (1470-1521) baron du Fresne et d'Esneval
│  │  │  │     │     │     │     x 1) Madeleine d'Hames
│  │  │  │     │     │     │     x 2) Marguerite de Marincourt
│  │  │  │     │     │     │     │
│  │  │  │     │     │     │     ├1> 
fils
 de Bossart (1500-1507)
│  │  │  │     │     │     │     │
│  │  │  │     │     │     │     ├1> 
fille
 de Bossart (1502-)
│  │  │  │     │     │     │     │  x Antoine Payen
│  │  │  │     │     │     │     │
│  │  │  │     │     │     │     ├1> Nicolas de Bossart (1504-1540), baron d'Esneval
│  │  │  │     │     │     │     │  x 1) Catherine de Brézé
│  │  │  │     │     │     │     │  x 2) Charlotte de Mouy
│  │  │  │     │     │     │     │
│  │  │  │     │     │     │     ├1> Anne de Bossart (1506-????), baronne d'Esneval
│  │  │  │     │     │     │     │  x René de Prunelé
│  │  │  │     │     │     │     │
│  │  │  │     │     │     │     └1> Charlotte de Bossart
│  │  │  │     │     │     │        x Charles de Mouy
│  │  │  │     │     │     │
│  │  │  │     │     │     ├─> Jeanne de Bossart (1439-????)
│  │  │  │     │     │     │  x Jean II de 
Pisseleu

│  │  │  │     │     │     │
│  │  │  │     │     │     ├─> Austroberte de Bossart (1440-????)
│  │  │  │     │     │     │  x Étienne de Tremblay
│  │  │  │     │     │     │
│  │  │  │     │     │     ├─> Louis Percival de Bossart (1440 - après 1493)
│  │  │  │     │     │     │  x Catherine d'Auxy
│  │  │  │     │     │     │  │
│  │  │  │     │     │     │  ├─>Marie de Bossart (1472-????)
│  │  │  │     │     │     │  │  x Philibert de Clermont
│  │  │  │     │     │     │  │
│  │  │  │     │     │     │  └─>Jessée de Bossart (1474-)
│  │  │  │     │     │     │
│  │  │  │     │     │     ├─> François de Bossart, seigneur de Croiset
│  │  │  │     │     │     │
│  │  │  │     │     │     ├─> Louis de Bossart, seigneur d'Aussonville
│  │  │  │     │     │     │  x Anne du Frenay
│  │  │  │     │     │     │
│  │  │  │     │     │     ├─> Madeleine de Bossart (1447-????)
│  │  │  │     │     │     │  x Georges aux Espaules, sire 
de Pisy

│  │  │  │     │     │     │
│  │  │  │     │     │     ├─> Catherine de Bossart (1448-????)
│  │  │  │     │     │     │  x Henri de Carbonnel
│  │  │  │     │     │     │
│  │  │  │     │     │     ├─> Jacques de Bossart (1450 - après 1519), 
seigneur de Morainville

│  │  │  │     │     │     │  x Agnès de Mareul
│  │  │  │     │     │     │  │
│  │  │  │     │     │     │  ├─> Jeanne de Bossart (1478-1516)
│  │  │  │     │     │     │  │  x Antoine Macquerel
│  │  │  │     │     │     │  │
│  │  │  │     │     │     │  ├─> François de Bossart (1480 - après 1548), seigneur de Morainville
│  │  │  │     │     │     │  │  x Catherine d'Ossencourt
│  │  │  │     │     │     │  │  │
│  │  │  │     │     │     │  │  ├─> Marguerite de Bossart (1516 - après 1596)
│  │  │  │     │     │     │  │  │  x 1) Philippe de Guiry
│  │  │  │     │     │     │  │  │  x 2) Jacques de La Rivière
│  │  │  │     │     │     │  │  │
│  │  │  │     │     │     │  │  ├─> Jacqueline de Bossart (1518-????)
│  │  │  │     │     │     │  │  │  x Jean de Mascaron
│  │  │  │     │     │     │  │  │
│  │  │  │     │     │     │  │  ├─> Gilles de Bossart (1520-1562), seigneur de Bonnetot et de Morainville
│  │  │  │     │     │     │  │  │  x Antoinette de Preteval
│  │  │  │     │     │     │  │  │
│  │  │  │     │     │     │  │  ├─> Yvonne de Bossart
│  │  │  │     │     │     │  │  │  x Guillaume Houel
│  │  │  │     │     │     │  │  │
│  │  │  │     │     │     │  │  └─> Jean IV de Bossart (????-1590), seigneur de Morainville
│  │  │  │     │     │     │  │     x 1) Jeanne de Varennes
│  │  │  │     │     │     │  │     x 2) Charlotte Motier de La Fayette
│  │  │  │     │     │     │  │
│  │  │  │     │     │     │  ├─> Robert de Bossart (1482-????)
│  │  │  │     │     │     │  │
│  │  │  │     │     │     │  ├─> Jean de Bossart (1484-1540), seigneur de la Loyere
│  │  │  │     │     │     │  │
│  │  │  │     │     │     │  ├─> Jacqueline de Bossart (1486 - après 1526)
│  │  │  │     │     │     │  │  x 1) Olivier des Hayes
│  │  │  │     │     │     │  │  x 2) Jean d'
Angerville

│  │  │  │     │     │     │  │
│  │  │  │     │     │     │  ├─> Blanche de Bossart (1488-????)
│  │  │  │     │     │     │  │  x Guillaume de Villiers
│  │  │  │     │     │     │  │
│  │  │  │     │     │     │  └─> Guillaume de Bossart (1490 - après 1566)
│  │  │  │     │     │     │
│  │  │  │     │     │     ├─> Anne de Bossart (1452-????), nonne
│  │  │  │     │     │     │
│  │  │  │     │     │     └─> Marguerite de Bossart
│  │  │  │     │     │        x Jacques de Guiry
│  │  │  │     │     │
│  │  │  │     │     └─> Pierre de Bossart, seigneur de Gastillon-Niere
│  │  │  │     │
│  │  │  │     └1> Marie de Beu (1293-????)
│  │  │  │        x Barthélémy de 
Montbazon

│  │  │  │
│  │  │  └─>Pierre de Dreux (1220-1250), prêtre
│  │  │
│  │  ├2> Eléonore de Dreux (1186-1250)
│  │  │   x 1) Hugues III de Châteauneuf (????-1229), 
seigneur de Châteauneuf(-en-Thymerais)

│  │  │   x 2) Robert de 
Saint-Clair

│  │  │
│  │  ├2> Isabelle de Dreux (1188-1242)
│  │  │   x 
Jean II de Pierrepont
 (après 1205-1251), 
comte de Roucy

│  │  │
│  │  ├2> Alix de Dreux (1189-1258)
│  │  │   x 1) 
Gaucher IV de Bourgogne-Mâcon
 (????-1219), 
seigneur de Salins

│  │  │   x 2) 
Renard II de Choiseul
 (1195-1239), seigneur de 
Choiseul

│  │  │
```

### Branche des ducs de Bretagne
```
│  │  ├2> 
Pierre 
I
er
 de Bretagne "Mauclerc"
 (1191-1250), 
baillistre de Bretagne

│  │  │  x 1) 
Alix de Bretagne
 (1201-1221), 
duchesse de Bretagne

│  │  │  x 2) Nicole (Paynel ?) (vers 1205-1232)
│  │  │  x 3) Marguerite de Montaigu (vers 1189-1241), dame de Montaigu, de 
La Garnache
 et de 
Machecoul

│  │  │  │
│  │  │  ├1> 
Jean 
I
er
 de Bretagne
 (1217-1286), 
duc de Bretagne

│  │  │  │  x 
Blanche de Navarre
 (1226-1284)
│  │  │  │  │
│  │  │  │  ├─> 
Jean II de Bretagne
 (1239-1305), 
duc de Bretagne

│  │  │  │  │  x 
Béatrice d'Angleterre
 (1242-1275)
│  │  │  │  │  │
│  │  │  │  │  ├─> 
Arthur II de Bretagne
 (1261-1312), 
duc de Bretagne

│  │  │  │  │  │  x 1) 
Marie de Limoges
 (1260-1291), vicomtesse de Limoges
│  │  │  │  │  │  x 2) 
Yolande de Dreux
 (1263-1322), comtesse de Montfort(-l'Amaury), reine douairière d’Écosse
│  │  │  │  │  │  │
│  │  │  │  │  │  ├1> 
Jean III de Bretagne
 (1286-1341), 
duc de Bretagne

│  │  │  │  │  │  │  x 1) 
Isabelle de Valois
 (1292-1309)
│  │  │  │  │  │  │  x 2) 
Isabelle de Castille
 (1283-1328)
│  │  │  │  │  │  │  x 3) 
Jeanne de Savoie
 (1310-1344)
│  │  │  │  │  │  │
│  │  │  │  │  │  ├1> 
Guy VII de Limoges
 (1287-1331), 
comte de Penthièvre
, 
vicomte de Limoges

│  │  │  │  │  │  │  x 1) 
Jeanne d'Avaugour
 (????-1327), dame d'Avaugour, comtesse de Goëllo
│  │  │  │  │  │  │  x 2) 
Jeanne de Belleville

│  │  │  │  │  │  │  │
│  │  │  │  │  │  │  └1> 
Jeanne de Penthièvre
 (1319-1384), comtesse de Penthièvre, 
dame de Mayenne
, 
duchesse de Bretagne

│  │  │  │  │  │  │     x 
Charles de Châtillon
-
Blois
, 
seigneur de Guise
 et 
d'Avesnes
, d'où 
Jean

│  │  │  │  │  │  │     │
│  │  │  │  │  │  │     └─> (succession de Penthièvre, Laigle ; Limoges, Avesnes) et 
Marie
 (Guise et Mayenne)
│  │  │  │  │  │  │
│  │  │  │  │  │  ├1> Pierre de Dreux (1289-1312), seigneur d'Avesnes
│  │  │  │  │  │  │
│  │  │  │  │  │  ├2> 
Jean II de Montfort
 (1294-1345), 
comte de Montfort(-l'Amaury)

│  │  │  │  │  │  │  x 
Jeanne de Flandre
 (1295-1374)
│  │  │  │  │  │  │  │
│  │  │  │  │  │  │  ├─> 
Jean IV de Bretagne
 (1339-1399), 
duc de Bretagne

│  │  │  │  │  │  │  │  x 1) 
Marie d'Angleterre
 (1344-1361)
│  │  │  │  │  │  │  │  x 2) 
Jeanne Holland
 (1350-1384), comtesse de Kent
│  │  │  │  │  │  │  │  x 3) 
Jeanne de Navarre
 (1370-1437)
│  │  │  │  │  │  │  │  │
│  │  │  │  │  │  │  │  ├3> Jeanne de Montfort (1387-1388)
│  │  │  │  │  │  │  │  │
│  │  │  │  │  │  │  │  ├3> 
fille
 de Montfort (1388-1388)
│  │  │  │  │  │  │  │  │
│  │  │  │  │  │  │  │  ├3> 
Jean V de Bretagne
 (1389-1442), 
duc de Bretagne

│  │  │  │  │  │  │  │  │  x 
Jeanne de France
 (1391-1433)
│  │  │  │  │  │  │  │  │  │
│  │  │  │  │  │  │  │  │  ├─> Anne de Montfort (1409 - après 1415)
│  │  │  │  │  │  │  │  │  │  x Charles de Bourbon
│  │  │  │  │  │  │  │  │  │
│  │  │  │  │  │  │  │  │  ├─> Isabelle de Montfort (1411-1442), reine de Sicile
│  │  │  │  │  │  │  │  │  │  x 
Guy XIV de Laval
 (1406-1486)
│  │  │  │  │  │  │  │  │  │
│  │  │  │  │  │  │  │  │  ├─> Marguerite de Montfort (1412-1421)
│  │  │  │  │  │  │  │  │  │
│  │  │  │  │  │  │  │  │  ├─> 
François 
I
er
 de Bretagne
 (1414-1450), 
duc de Bretagne

│  │  │  │  │  │  │  │  │  │  x 1) 
Yolande d'Anjou
 (1412-1440)
│  │  │  │  │  │  │  │  │  │  x 2) 
Isabelle Stuart
 (vers 1426-1494), dame d'Écosse
│  │  │  │  │  │  │  │  │  │  │
│  │  │  │  │  │  │  │  │  │  ├1> Renaud de Montfort (1434-1439), comte de Montfort
│  │  │  │  │  │  │  │  │  │  │
│  │  │  │  │  │  │  │  │  │  ├2> 
Marguerite de Montfort
 (1443-1469)
│  │  │  │  │  │  │  │  │  │  │  x 
François II de Bretagne
 (1435-1488), 
duc de Bretagne

│  │  │  │  │  │  │  │  │  │  │
│  │  │  │  │  │  │  │  │  │  └2> 
Marie de Montfort
 (1446-1511)
│  │  │  │  │  │  │  │  │  │     x 
Jean II de Rohan
 (1452-1516), vicomte de Rohan, 
comte de Porhoët

│  │  │  │  │  │  │  │  │  │
│  │  │  │  │  │  │  │  │  ├─> Catherine de Montfort (1416 - après 1444)
│  │  │  │  │  │  │  │  │  │
│  │  │  │  │  │  │  │  │  ├─> 
Pierre II de Bretagne
 (1418-1457), 
duc de Bretagne

│  │  │  │  │  │  │  │  │  │  x 
Françoise d'Amboise
 (1427-1485)
│  │  │  │  │  │  │  │  │  │
│  │  │  │  │  │  │  │  │  └─> 
Gilles de Montfort
 (1420-1450), seigneur de 
Champtocé(-sur-Loire)

│  │  │  │  │  │  │  │  │     x 
Françoise de Dinan
 (1436-1500)
│  │  │  │  │  │  │  │  │
│  │  │  │  │  │  │  │  ├3> 
Arthur III de Bretagne
 (1393-1458), 
duc de Bretagne
, 
comte de Richemont
, 
connétable de France

│  │  │  │  │  │  │  │  │  x 1) 
Marguerite de Bourgogne
 (1393-1442), duchesse de Guyenne
│  │  │  │  │  │  │  │  │  x 2) 
Jeanne d'Albret
 (1425-1444), comtesse de Dreux
│  │  │  │  │  │  │  │  │  x 3) 
Catherine de Luxembourg
 (????-1492)
│  │  │  │  │  │  │  │  │
│  │  │  │  │  │  │  │  ├3> Gilles de Montfort (1394-1412) seigneur de 
Champtocé(-sur-Loire)

│  │  │  │  │  │  │  │  │
│  │  │  │  │  │  │  │  ├3> Marguerite de Montfort (1392-1428), dame de 
Guillac

│  │  │  │  │  │  │  │  │  x 
Alain IX de Rohan
 (vers 1392-1462), vicomte de Rohan
│  │  │  │  │  │  │  │  │
│  │  │  │  │  │  │  │  ├3> 
Richard
 (1395-1438), 
comte de Vertus
, 
d'Étampes
 et de 
Mantes

│  │  │  │  │  │  │  │  │  x 
Marguerite de Valois-Orléans
 (1406-1466)
│  │  │  │  │  │  │  │  │  │
│  │  │  │  │  │  │  │  │  ├─> Marie de Montfort (1424-1477), abbesse
│  │  │  │  │  │  │  │  │  │
│  │  │  │  │  │  │  │  │  ├─> Isabeau de Montfort (1426-1438)
│  │  │  │  │  │  │  │  │  │
│  │  │  │  │  │  │  │  │  ├─> Catherine de Montfort (1428-1476)
│  │  │  │  │  │  │  │  │  │  x 
Guillaume VII de Chalon
 (1415-1475), 
prince d'Orange

│  │  │  │  │  │  │  │  │  │
│  │  │  │  │  │  │  │  │  ├─> 
François II de Bretagne
 (1435-1488), 
duc de Bretagne

│  │  │  │  │  │  │  │  │  │  x 1) 
Marguerite de Montfort
 (1443-1469)
│  │  │  │  │  │  │  │  │  │  x 2) 
Marguerite de Foix
 (1449-1486)
│  │  │  │  │  │  │  │  │  │  │
│  │  │  │  │  │  │  │  │  │  ├1> Jean de Montfort (1463-1463), comte de Montfort(-l'Amaury)
│  │  │  │  │  │  │  │  │  │  │
│  │  │  │  │  │  │  │  │  │  ├2> 
Anne de Bretagne
 (1477-1514), 
duchesse de Bretagne

│  │  │  │  │  │  │  │  │  │  │  x 1) 
Maximilien 
I
er
 du Saint-Empire
 (1459-1519), empereur du Saint-Empire
│  │  │  │  │  │  │  │  │  │  │  x 2) 
Charles VIII de France
 (1470-1498), roi de France
│  │  │  │  │  │  │  │  │  │  │  x 3) 
Louis XII de France
 (1462-1515), roi de France
│  │  │  │  │  │  │  │  │  │  │
│  │  │  │  │  │  │  │  │  │  ├2> Isabelle de Montfort (1478-1490)
│  │  │  │  │  │  │  │  │  │  │
│  │  │  │  │  │  │  │  │  │  └i> 
François 
I
er
 d'Avaugour
 (1462-1494)
│  │  │  │  │  │  │  │  │  │     x Madeleine de Brosse (????-1512), fille de Jean III 
de Brosse
, seigneur de 
Boussac
 et de 
Bretagne
 (issu de 
Jeanne de Penthièvre
 et 
Charles de Blois
)
│  │  │  │  │  │  │  │  │  │     │
│  │  │  │  │  │  │  │  │  │     └─> branche naturelle 
d'Avaugour de Bretagne

│  │  │  │  │  │  │  │  │  │
│  │  │  │  │  │  │  │  │  ├─> 
fils
 de Montfort (1436-1436)
│  │  │  │  │  │  │  │  │  │
│  │  │  │  │  │  │  │  │  ├─> Marguerite de Montfort (1437 - après 1466), nonne
│  │  │  │  │  │  │  │  │  │
│  │  │  │  │  │  │  │  │  └─> Madeleine de Montfort (????-1462)
│  │  │  │  │  │  │  │  │
│  │  │  │  │  │  │  │  └3> Blanche de Montfort (1397 - après 1419)
│  │  │  │  │  │  │  │     x 
Jean IV d'Armagnac
 (1396-1450), comte d'Armagnac
│  │  │  │  │  │  │  │
│  │  │  │  │  │  │  └─> Jeanne de Montfort (1341-1399), comtesse de Richemont
│  │  │  │  │  │  │     x 
Ralph Basset
, 
3
e
 baron Basset de 
Drayton

│  │  │  │  │  │  │
│  │  │  │  │  │  ├2> Béatrice de Dreux (1295-1384)
│  │  │  │  │  │  │  x 
Guy X de Laval
 (vers 1300-1347)
│  │  │  │  │  │  │
│  │  │  │  │  │  ├2> 
Jeanne de Dreux
 (1296-1364)
│  │  │  │  │  │  │  x 
Robert de Dampierre
, seigneur de 
Cassel
 et de Flandre", comte de Marle
│  │  │  │  │  │  │
│  │  │  │  │  │  ├2> 
Alix de Dreux
 (1298-1377)
│  │  │  │  │  │  │  x 
Bouchard VI de Vendôme
 (????-1353), comte de Vendôme et de Castres
│  │  │  │  │  │  │
│  │  │  │  │  │  ├2> Blanche de Dreux (1300 - morte jeune)
│  │  │  │  │  │  │
│  │  │  │  │  │  └─> Marie de Dreux (1302-1371), religieuse à Poissy
│  │  │  │  │  │
│  │  │  │  │  ├─> Jean de Dreux (1266-1334), 
comte de Richemont

│  │  │  │  │  │  │
│  │  │  │  │  │  └─>Isabelle x Sir Stapylton
│  │  │  │  │  │
│  │  │  │  │  ├─> 
Marie de Dreux
 (1268-1339)
│  │  │  │  │  │  x 
Guy IV de Châtillon
, 
comte de Saint-Pol(-sur-Ternoise)

│  │  │  │  │  │
│  │  │  │  │  ├─> Pierre de Dreux (1269-1312), vicomte de Léon
│  │  │  │  │  │
│  │  │  │  │  ├─> 
Blanche de Dreux
 (1270-1327)
│  │  │  │  │  │  x 
Philippe d'Artois
 (1269-1298), seigneur de Conches
│  │  │  │  │  │
│  │  │  │  │  └─> Aliénor de Dreux (1275-1342), abbesse de Fontevraud
│  │  │  │  │
│  │  │  │  ├─> Pierre de Dreux (1241-1268), seigneur de Dinan, Hédé, Léon, Hennebont et La Roche-Derrien
│  │  │  │  │
│  │  │  │  ├─> 
Alix de Dreux
 (1243-1288)
│  │  │  │  │  x 
Jean 
I
er
 de Châtillon
 (????-1279), 
comte de Blois

│  │  │  │  │
│  │  │  │  ├─> Thibaut de Dreux (1245-1246)
│  │  │  │  │
│  │  │  │  ├─> Thibaut de Dreux (1247 - mort jeune)
│  │  │  │  │
│  │  │  │  ├─> Aliénor de Dreux (1248 - morte jeune)
│  │  │  │  │
│  │  │  │  ├─> Nicolas de Dreux (1249-1261)
│  │  │  │  │
│  │  │  │  └─> Robert de Dreux (1251-1259)
│  │  │  │
│  │  │  ├1> 
Yolande de Dreux
 (1218-1272), comtesse de Penthièvre et de Porhoet, dame de La Fère-en-Tardenois
│  │  │  │  x 
Hugues XI de Lusignan
 (1221-1250), comte de la Marche et d'Angoulême
│  │  │  │
│  │  │  ├1> Arthur de Dreux (1220-1224)
│  │  │  │
```

### Branche de Machecoul
```
│  │  │  └2> 
Olivier 
I
er
 de Machecoul
 (1231-1279), seigneur de 
Machecoul

│  │  │     x 1) Amicie de Coché (1235-1268), marquise de Souché, dame de Coché, de La Bénate et du Coutumier
│  │  │     x 2) Eustachie de 
Vitré
 (vers 1240 - après 1288), dame de Hugetières
│  │  │     │
│  │  │     ├1> 
Nicole de Machecoul
 (vers 1250-????), dame de Boisrouault
│  │  │     │  x Philippe Pantin (vers 1220 - après 1289), seigneur de La Hamelinière
│  │  │     │
│  │  │     ├1> 
Jean 
I
er
 de Machecoul
 (vers 1255-1308), seigneur de 
Machecoul

│  │  │     │  x Eustachie 
Chabot
 (1256 - vers 1285)
│  │  │     │  │
│  │  │     │  ├─> 
Gérard 
I
er
 de Machecoul
 (1278-1343) seigneur de 
Machecoul

│  │  │     │  │  x Aliénor de 
Thouars
 (1298-1364), dame du Loroux-Bottereau, de La Bénate et du Bois-Onain en Bourgneuf-en-Retz
│  │  │     │  │  │
│  │  │     │  │  ├─> 
Louis 
I
er
 de Machecoul
 (1317-1360) seigneur de 
Machecoul

│  │  │     │  │  │  x 1) Jeanne de Bauçay (vers 1320-1349), dame de Champtocé-sur-Loire et de La Voûte
│  │  │     │  │  │  x 2) ?????? de léon (???? - après 1355)
│  │  │     │  │  │  │
│  │  │     │  │  │  ├1> 
Catherine de Machecoul
 (1344-1410), dame de Bauçay, de Champtocé-sur-Loire, de La Suze-sur-Sarthe, d'Ingrandes, de La Bénate et de Bouin
│  │  │     │  │  │  │  x 
Pierre 
I
er
 Craon
 (1315-1376), seigneur de La Suze-sur-Sarthe, de Champtocé-sur-Loire et de La Bénate
│  │  │     │  │  │  │
│  │  │     │  │  │  └1> 
Gérard de Machecoul
 (1346-1349)
│  │  │     │  │  │  │
│  │  │     │  │  │  └1> 
Blanche de Machecoul
 (vers 1348-????)
│  │  │     │  │  │     x Ybles II de La Roche-Andry (vers 1345-après 1399)
│  │  │     │  │  │
│  │  │     │  │  ├─> 
Jean de Machecoul
 (1318-1403), seigneur de 
Vieillevigne

│  │  │     │  │  │  x Eschive de Vivonne (vers 1325-1383)
│  │  │     │  │  │  │
│  │  │     │  │  │  ├─> 
Catherine de Machecoul
 (vers 1340-????)
│  │  │     │  │  │  │  x André Rouault (vers 1335 - après 1398), seigneur de Boismenard et de La Rousselière
│  │  │     │  │  │  │
│  │  │     │  │  │  ├─> 
Milon de Machecoul
 (1345 - avant 1397), seigneur de 
Vieillevigne

│  │  │     │  │  │  │  x Jeanne Gâtineau (????-1387), dame de Vieillevigne
│  │  │     │  │  │  │  │
│  │  │     │  │  │  │  ├─> 
Gérard II de Machecoul
 (1370 - après 1425), seigneur de 
Vieillevigne

│  │  │     │  │  │  │  │  x Marquise de Penhoët (vers 1375-????)
│  │  │     │  │  │  │  │  │
│  │  │     │  │  │  │  │  ├─> 
Jean II de Machecoul
 (1394-1426), seigneur de 
Vieillevigne

│  │  │     │  │  │  │  │  │  x Jeanne de 
Bazauges

│  │  │     │  │  │  │  │  │
│  │  │     │  │  │  │  │  └─> 
Louis II de Machecoul
 (1396 - après 1434), seigneur de 
Vieillevigne

│  │  │     │  │  │  │  │     x Françoise de 
Châteaubriant

│  │  │     │  │  │  │  │
│  │  │     │  │  │  │  ├─> 
Placidas de Machecoul
 (1372 après 1422))
│  │  │     │  │  │  │  │
│  │  │     │  │  │  │  └─> 
Marguerite de Machecoul
 (1374-1464), dame de 
Vieillevigne

│  │  │     │  │  │  │     x Jean de La Lande
│  │  │     │  │  │  │     │
│  │  │     │  │  │  │     └─> 
descendance de La Lande-Machecoul

│  │  │     │  │  │  │
│  │  │     │  │  │  └─> 
Eustache de Machecoul
 (1350 - après 1400), seigneur de Volvire
│  │  │     │  │  │     x Jeanne Le Plessis
│  │  │     │  │  │     │
│  │  │     │  │  │     └─> 
Jean de Machecoul

│  │  │     │  │  │        x Anne Sauvestre
│  │  │     │  │  │        │
│  │  │     │  │  │        └─> Anne de Machecoul
│  │  │     │  │  │           x Guillé Royrand, chevalier, seigneur de La Girardière et de La Claye
│  │  │     │  │  │
│  │  │     │  │  ├─> 
Gérard de Machecoul
 (1320 - après 1342), moine
│  │  │     │  │  │
│  │  │     │  │  ├─> 
Aliénor de Machecoul
 (1325 - après 1361), dame du Coutumier, religieuse
│  │  │     │  │  │
│  │  │     │  │  ├─> 
Catherine de Machecoul
 (1327-1362), dame du Coutumier
│  │  │     │  │  │  x Thibaut VIII Chabot, seigneur de La Grève, de Laurière, des Granges, de Fontenay, de Vouvent et du Petit-Château
│  │  │     │  │  │
│  │  │     │  │  ├─> 
Marguerite de Machecoul
 (1329-1416)
│  │  │     │  │  │  x Guy II de La Forêt (vers 1325-1392), seigneur de Commequiers
│  │  │     │  │  │
│  │  │     │  │  └─> 
Isabelle de Machecoul
 (1332-1354)
│  │  │     │  │     x Guy de Chemillé (1320-1352)
│  │  │     │  │
│  │  │     │  ├─> 
Jean de Machecoul
 (1279-1343)
│  │  │     │  │  x Jeanne de la Gaisne (1300-1343)
│  │  │     │  │  │
│  │  │     │  │  ├─> 
Jean de Machecoul
 (vers 1319-1347)
│  │  │     │  │  │
│  │  │     │  │  └─> 
Amable de Machecoul
 (vers 1320-????)
│  │  │     │  │     x Guillaume de Goulaine (????-1347)
│  │  │     │  │
│  │  │     │  ├─> 
Guillaume de Machecoul
 (1280-1345), prêtre, chanoine de Nantes
│  │  │     │  │
│  │  │     │  ├─> 
Raoul de Machecoul
 (1281-1358), évêque d'
Angers

│  │  │     │  │
│  │  │     │  ├─> 
Louise de Machecoul
 (1282-1363), religieuse
│  │  │     │  │
│  │  │     │  ├─> 
fille
 de Machecoul
 (1283 - après 1342)
│  │  │     │  │
│  │  │     │  ├─> 
Briant de Machecoul
 (1284 - après 1350), clerc, conseiller du roi
│  │  │     │  │
│  │  │     │  └─> 
Isabelle de Machecoul
 (1285-1337)
│  │  │     │     x Olivier II Tournemine (1300-1347), seigneur de La Hunaudaye
│  │  │     │
│  │  │     ├2> 
Thomasse de Machecoul
 (1270 - après 1333), religieuse
│  │  │     │
│  │  │     ├2> 
Isabeau de Machecoul
 (1272-1316), dame des Huguetières
│  │  │     │  x 
Geoffroy VII de Châteaubriant
 (vers 1257-1301), baron de Châteaubriant
│  │  │     │
│  │  │     ├2> 
Olivier II de Machecoul
 (1273-1310), seigneur de 
Saint-Philbert-de-Grand-Lieu

│  │  │     │  x Isabeau Chabot (vers 1269-1289)
│  │  │     │
│  │  │     └2>
Anne Louise de Machecoul
 (1276-1307)
│  │  │        x Guillaume II de Rieux (1260-1310), seigneur de Rieux, de Nozay et de Fougeray
│  │  │
│  │  ├2> Philippa de Dreux (1192-1242), dame de Torcy-en-Brie, de Quincy et de Longueville en Tardebois
│  │  │   x 
Henri II de Bar
 (1190-1239), comte de Bar-le-Duc
│  │  │
│  │  ├2> 
Henri de Dreux
 (1193-1240), 
archevêque de Reims

│  │  │
│  │  ├2> Agnès de Dreux (1195-1258)
│  │  │   x 
Étienne II de Bourgogne
 (vers 1170-1241), 
comte d'Auxonne

│  │  │
│  │  ├2> Yolande (1196-1272)
│  │  │   x 
Raoul II de Lusignan
 (1200-1250), comte d'Eu
│  │  │
│  │  ├2> 
Jean de Dreux
 (1198-1239), comte de Vienne et de Mâcon, trouvère
│  │  │    X Alix de Vienne (???? - vers 1260), 
comtesse de Mâcon

│  │  │
│  │  ├2> Jeanne de Dreux (1199-1272), religieuse, abbesse de Fontevrault
│  │  │
│  │  └2> Geoffroy de Dreux (1200-1219)
│  │
│  ├3> 
Henri de Dreux
 (1155-1199), évêque d'Orléans
│  │
│  ├3> Alix de Dreux (1156 - après 1217)
│  │  X 
Raoul 
I
er
 de Coucy
 (1134-1191), seigneur de Coucy et de Marle
│  │
│  ├3> 
Philippe de Dreux
 (1158-1217), évêque de Beauvais, archevêque de Reims
│  │
│  ├3> Isabeau de Dreux (1160-1239), dame de Baudémont
│  │   X 
Hugues III de Broyes
 (????-1199), seigneur de Broyes, d'Arc-en-Barrois et de Châteauvillain
│  │
│  ├3> Pierre de Dreux (1161-1186), seigneur de Bouconville-Vauclair
│  │
│  ├3> Guillaume de Dreux (1163 - après 1189), seigneur de Braye(-en-Laonnois), de Torcy(-en-Valois) et de Chilly
│  │
│  ├3> Jean de Dreux (1164 - après 1189)
│  │
│  ├3> Mamilie de Dreux (1166-1200), religieuse à l'abbaye du Charme, au nord de Château-Thierry
│  │
│  └3> Marguerite de Dreux (1167-????), religieuse à l'abbaye du Charme
│
└2> 
Pierre 
I
er
 de Courtenay
 (1126-1183), comte de Courtenay
   x Élisabeth de Courtenay (1127-1205), dame de 
Courtenay

   │
   └─> 
maison capétienne de Courtenay
```